# Emirhan Topçu
Emirhan Topçu (* 11. Oktober 2000 in Bandırma) ist ein türkischer Fußballspieler.

## Karriere

### Verein
Von 2012 bis 2018 spielte Topçu in den Jugendverein von Çaykur Rizespor. Danach spielte er 2020 seinen ersten Profivertrag bei Çaykur Rizespor. Am 13. Februar 2020 wechselte er auf Leihbasis zu Čelik Zenica. Er gab sein Debüt bei Čelik Zenica am 7. März 2020, wo seine Mannschaft gegen FK Sloboda Tuzla 2:1 verloren hat. Zudem war er 2021 bei Menemenspor als Leihspieler tätig. Im Sommer 2024 wechselte er zu Beşiktaş Istanbul.

### Nationalmannschaft
Topçu wurde erstmals im Mai 2022 für die Qualifikation zur UEFA-U21-Europameisterschaft 2023 in die türkische U21-Nationalmannschaft berufen. Am 6. September 2024 debütierte er in einem Spiel der UEFA Nations League gegen Island in der türkischen A-Nationalmannschaft.